# Sojus TMA-7
Sojus TMA-7 ist die Missionsbezeichnung für den Flug eines russischen Sojus-Raumschiffs zur Internationalen Raumstation (ISS). Es ist der elfte Besuch eines Sojus-Raumschiffs bei der ISS und der 117. Flug im Sojusprogramm.

## Besatzung

### Startbesatzung
- Waleri Iwanowitsch Tokarew (2. Raumflug), Kommandant (Roskosmos/Russland)
- William S. McArthur (4. Raumflug), Bordingenieur (NASA/USA)
- Gregory Olsen (1. Raumflug), Weltraumtourist (USA)

Tokarew war zum Zeitpunkt des Starts 52 Jahre alt, McArthur 54 Jahre und Olsen 60 Jahre. Mit einem Durchschnittsalter von knapp 56 Jahren ist diese Mannschaft bisher die älteste, die ins All gestartet ist.

### Ersatzmannschaft
- Michail Wladislawowitsch Tjurin, Kommandant (Roskosmos/Russland)
- Jeffrey Nels Williams, Bordingenieur (NASA/USA)
- Sergei Kostenko, Weltraumtourist

### Rückkehrbesatzung
- Waleri Iwanowitsch Tokarew (2. Raumflug), Kommandant (Roskosmos/Russland)
- William S. McArthur (4. Raumflug), Bordingenieur (NASA/USA)
- Marcos César Pontes (1. Raumflug), Bordingenieur ( Brasilien)

## Missionsüberblick

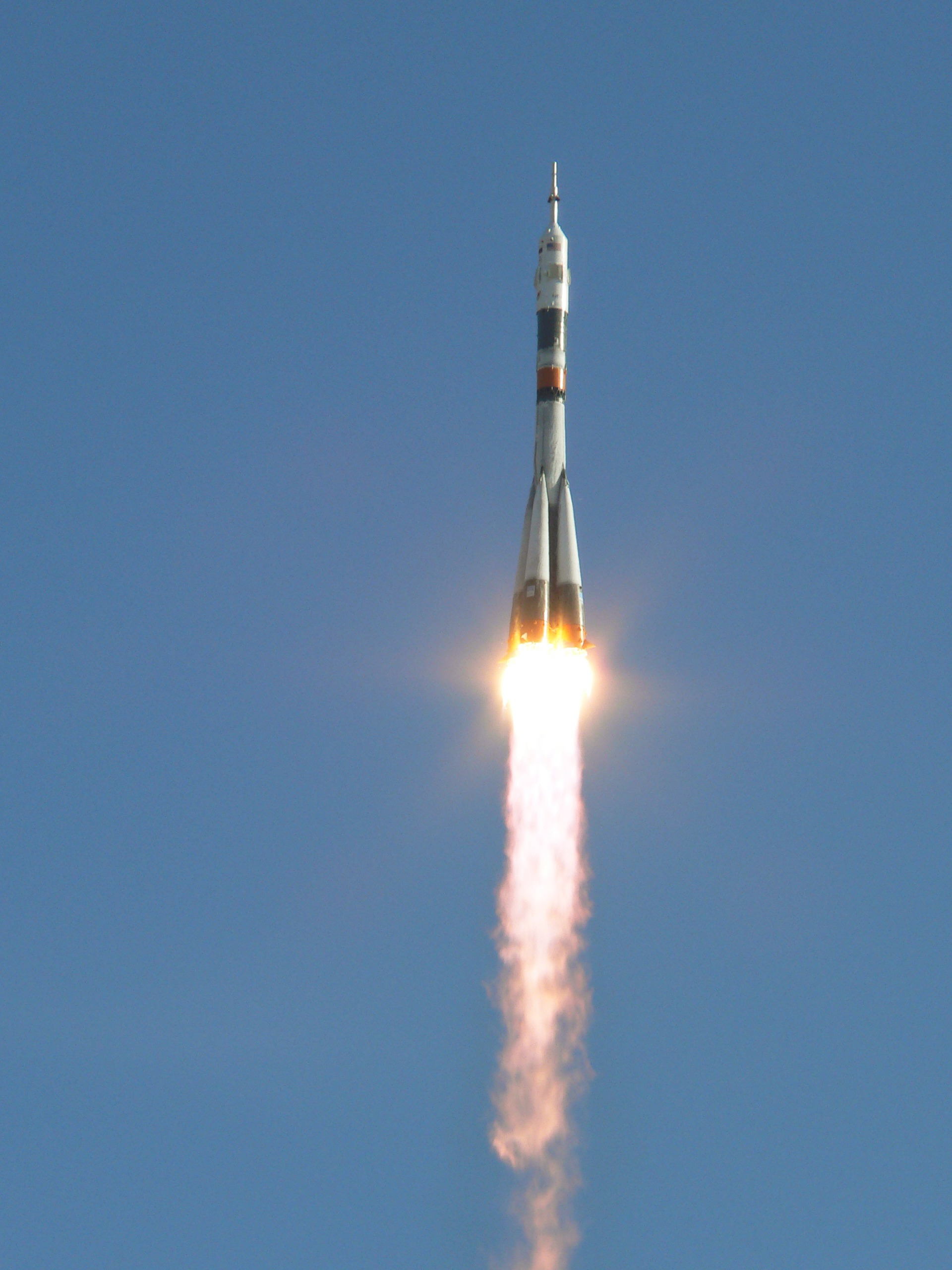
Start von Sojus TMA-7

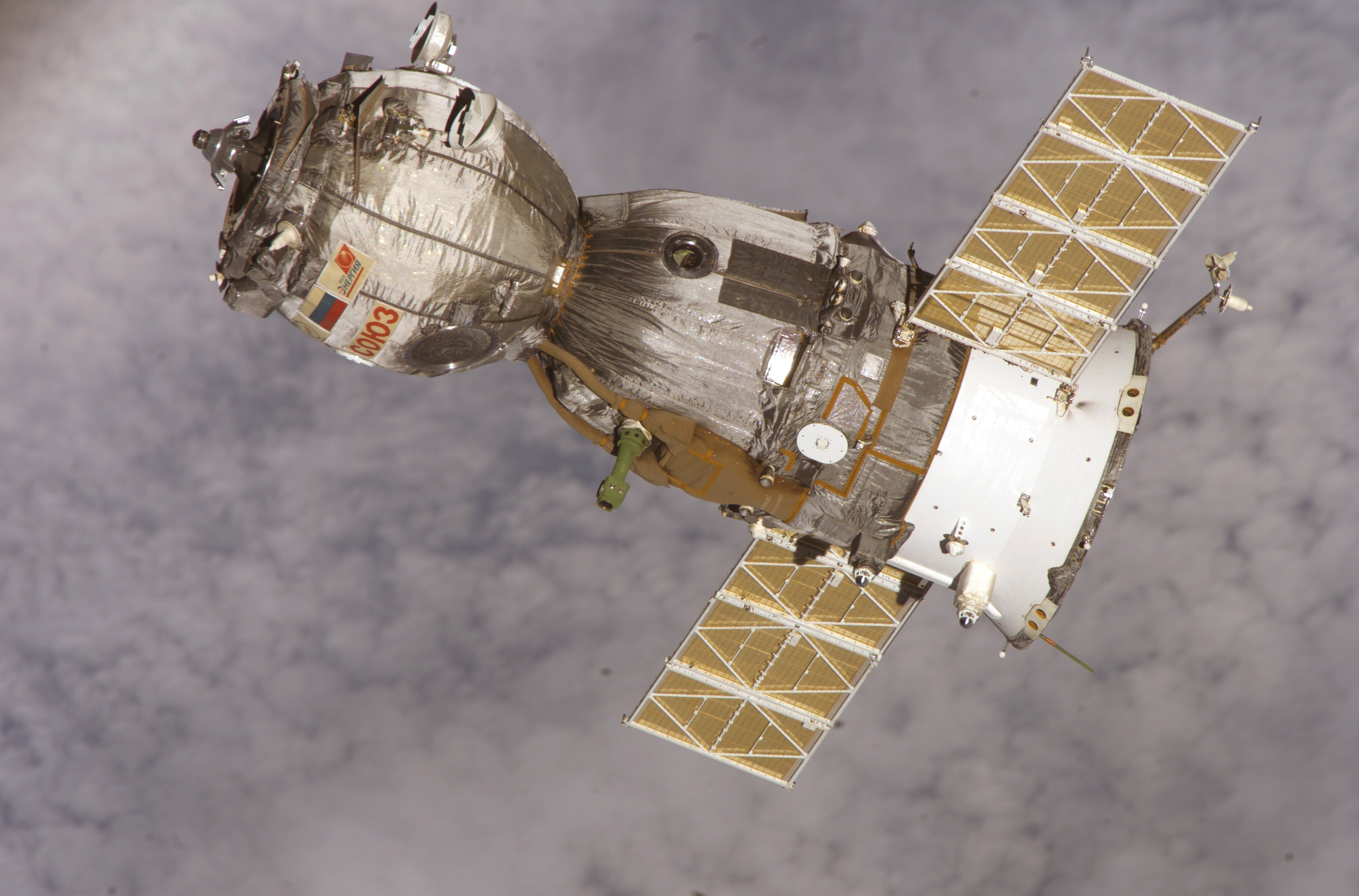
Sojus TMA-7 beim Verlassen der ISS

Dieser Flug war eine Crewaustauschmission zur ISS und der 28. bemannte Flug zu dieser Station. Die auf der Raumstation arbeitende Expedition 11 wurde durch die Mannschaft der Expedition 12 abgelöst. Sie besteht aus dem russischen Kosmonauten Waleri Tokarew und dem US-Amerikaner William S. McArthur. Auch der Weltraumtourist Gregory Olsen nahm an dem Flug teil. Er kehrte mit Sojus TMA-6 und der Mannschaft der ISS-Expedition 11 am 11. Oktober 2005 wieder zur Erde zurück und zahlte dafür 20 Millionen US-Dollar.
Dieser Flug markiert auch den letzten der Sojus-Besatzungstransportflüge, welche nach dem zwischen NASA und Roskosmos geschlossenem Vertrag zu den Verpflichtungen Russlands in dem ISS-Projekt gehören. Angefangen mit der Landung von Sojus TMA-7 muss die NASA für Sojus-Plätze zahlen, sollte sie ein Besatzungsmitglied mit einem Sojus-Raumschiff starten oder landen wollen. Ein Erlass der Bush-Regierung untersagte jedoch seit 2000 den Einkauf von High-Tech-Produkten in Ländern, die Nichtnuklearstaaten wie den Iran unterstützen, was bei Russland der Fall ist. Allerdings wurde dieses Gesetz im September 2005 soweit gelockert, dass die NASA nun die Möglichkeit hat, russische Raumfahrttechnik mit Bargeld zu bezahlen.
Der Start erfolgte mit einer Trägerrakete vom Typ Sojus-FG vom Weltraumbahnhof Baikonur am 1. Oktober 2005 um 03:54:53 Uhr UTC. Neun Minuten nach dem Start trennte sich das Raumschiff von der dritten Stufe der Rakete, danach wurden die Solarpanele ausgeklappt. Die Raumfahrer an Bord berichteten, alle Systeme hätten bis zu diesem Zeitpunkt wie vorgesehen funktioniert. Das Andocken an die ISS (am Pirs-Modul) erfolgte vollautomatisch am 3. Oktober 2005 um 05:26:58 Uhr UTC über Zentralasien. Um 08:36 Uhr UTC wurden die Luken geöffnet und die Besatzung von Sojus TMA-7 betrat die Raumstation.
Am 18. November 2005 um 08:45 Uhr UTC koppelte Sojus TMA-7 mit den Raumfahrern Tokarew und McArthur an Bord vom Pirs-Andockstutzen ab und dockte 20 Minuten später manuell am unteren Andockstutzen des Sarja-Moduls an.
Am 20. März 2006 um 06:49 Uhr UTC koppelte das Sojus-TMA-7-Raumschiff mit den Raumfahrern Tokarew und McArthur an Bord vom unteren Andockstutzen des Sarja-Moduls ab und dockte 22 Minuten später manuell am hinteren Andockstutzen des Swesda-Moduls an, welcher vorher vom Progress M-54 Frachter belegt war.
Weitere Einzelheiten betreffend der Arbeit der Besatzung auf der ISS werden in dem Artikel ISS-Expedition 12 beschrieben.
Das Sojus-TMA-7-Raumschiff mit Tokarew, McArthur sowie dem mit Sojus TMA-8 gestarteten Brasilianer Pontes an Bord hat am 8. April 2006 um 20:28 Uhr UTC von der ISS abgekoppelt, um dann etwa drei Stunden später, 23:48 Uhr UTC, in der kasachischen Steppe zu landen.

## Weitere Flugdaten
- Kopplung ISS: 3. Oktober 2005, 05:27 UTC (an das Modul Pirs)
- Abkopplung ISS: 18. November 2005, 08:46 UTC (vom Modul Pirs)
- Kopplung ISS: 18. November 2005, 09:05 UTC (an das Modul Sarja)
- Abkopplung ISS: 20. März 2006, 06:49 UTC (vom Modul Sarja)
- Kopplung ISS: 20. März 2006, 07:11 UTC (an das Modul Swesda)
- Abkopplung ISS: 8. April 2006, 20:28 UTC (vom Modul Swesda)